# 小泉维吹
小泉維吹（日语：／ Koizumi Ibuki，1996年9月1日—），日本男子帆船运动员。他曾代表日本参加2014年亚洲运动会帆船比赛，获得一枚银牌。他也曾参加2020年夏季奥林匹克运动会。